# Emilio Amuedo
Emilio Amuedo Moral (n. el 13 de enero de 1958 en Los Palacios, España). Actual Diputado por Sevilla.
Es empleado público. Secretario de Política Municipal PSOE de Sevilla.

## Actividad Profesional
- Alcalde de Los Palacios y Villafranca, entre 1994 y 2004[1] (anteriormente ocupando otros cargos, de 1987 a 1993)
- Adscrito de la Comisión de Trabajo y Asuntos Sociales
- Vocal de la Comisión de Agricultura, Pesca y Alimentación
- Vocal de la Comisión de Medio Ambiente
- Secretario Segundo de la Comisión no perm. de seguimiento y evaluación acuerdos Pacto de Toledo